# جنبش نوحی

رنگین کمان نماد غیررسمی نوحیدیسم است که نشان دهنده وعده خدا به نوح است که دیگر هرگز زمین را با سیل ویران نکرده و بشریت را نابود نخواهد کرد.

نوحیدیسم (‎/ˈnoʊəhaɪdɪzəm/‎) یا نوآشیدی (‎/ˈnoʊəxaɪdɪzəm/‎) یک جنبش مذهبی یهودی توحیدی مبتنی بر هفت قانون نوح و تفاسیر سنتی آنها در یهودیت ارتدکس است . طبق قانون یهودی، غیریهودیان (جنتیلها) موظف به گرویدن به یهودیت نیستند، اما آنها ملزم به رعایت قوانین هفتگانه نوح هستند تا از مکانی در جهان آینده، پاداش نهایی صالحان، مطمئن شوند (عولم حبا). مجازات نقض هر یک از قوانین نوحید در تلمود مورد بحث قرار گرفته‌است، اما از نظر عملی تابع نظام قانونی کاری است که توسط جامعه به‌طور کلی ایجاد شده‌است. به کسانی که پیروی از عهد نوح هستند، بنی نواخ (عبری: בני נח‎، "پسران نوح") یا نوحی (‎/ˈnoʊ.ə.haɪdɪs/‎) اطلاق می‌شود. جنبش نوحی مدرن در دهه ۱۹۹۰ توسط خاخام‌های ارتدوکس از اسرائیل، که عمدتاً به چاباد-لوباویچ و سازمان‌های مذهبی صهیونیستی وابسته بودند، از جمله مؤسسه معبد، تأسیس شد.
از لحاظ تاریخی، اصطلاح عبری بنی نواخ برای همه غیریهودیان به عنوان نوادگان نوح به کار رفته‌است. با این حال، امروزه از آن عمدتاً برای اشاره به آن دسته از «جنتیلهای درستکار» استفاده می‌شود که هفت قانون نوح را رعایت می‌کنند. جوامع نوحی عمدتاً در ایالات متحده، بریتانیا، آمریکای لاتین، نیجریه، فیلیپین و روسیه گسترش یافته و توسعه یافته‌اند. به گفته یک منبع نوحی در سال ۲۰۱۸، بیش از ۲۰۰۰۰ نوحی رسمی در سراسر جهان وجود دارد و کشوری که بیشترین تعداد را دارد فیلیپین است.

## عهدرنگین کمان
این عهد در کتاب پیدایش فصل ۹ آورده شده‌است که در آن خداوند بعد از پایان نوح عهد میبندد که بار دیگر زمین را کاملا نابود نکند.

## هفت قانون نوح
هفت فرمان عهد نوح که در تلمود بابلی برشمرده شده‌است (آوودا زره ۸:۴، سنهدرین 56a-b) عبارتند از:
1. خدا رو نفرین نکن.[۳][۱۰][۱۱][۱۲]
2. قتل نکن[۳][۱۰][۱۱][۱۲]
3. مرتکب زنا یا فسق جنسی نشوید.[۳][۱۰][۱۱][۱۲]
4. ندزدید.[۳][۱۰][۱۱][۱۲]
5. گوشت پاره شده از حیوان زنده را نخورید.[۳][۱۰][۱۱][۱۲]
6. تشکیل دادگاه‌های عدل.[۳][۱۰][۱۱][۱۲][۱۳]

## سوابق تاریخی

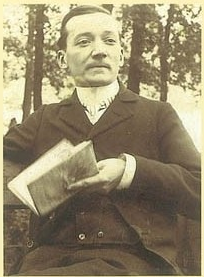
تصویر یکی از رهبران جنبش نوحی مدرن با عنوان حاخام لوباویچر را مشاهده می کنید.

مفهوم "جنتیل درستکار" چند نمونه در تاریخ یهودیت عمدتاً در دوران کتاب مقدس و تسلط روم بر مدیترانه دارد. در کتاب مقدس عبری گزارش شده‌است که وضعیت قانونی گر توشاو (عبری: גר תושב‎، گر: «بیگانه» یا «بیگانه» + توشاو: «ساکن»، لیت. " بیگانه مقیم ") به آن دسته از جنتیلها (غیر یهودیان) ساکن در سرزمین اسرائیل اعطا شد که نمی‌خواستند به یهودیت گرویدند اما موافقت کردند که قوانین هفت‌گانه نوح را رعایت کنند. Sebomenoi یا خداترسان امپراتوری روم نیز نمونه باستانی غیریهودی بودند که بدون گرایش به یهودیت در جامعه یهودی گنجانده شده بودند.
در دوران طلایی فرهنگ یهود در شبه جزیره ایبری، فیلسوف و خاخام یهودی قرون وسطایی ابن میمون (۱۱۳۵–۱۲۰۴) در قانون حقوقی هلاخی میشنه تورات نوشت که جنتیلها (غیر یهودیان) باید منحصراً قوانین هفتگانه نوح را اجرا کنند و از مطالعه تورات یا انجام هر دستور یهود، از جمله استراحت در شبات خودداری کنند. با این حال، ابن میمون همچنین بیان می‌کند که اگر غیریهودیان بخواهند هر فرمان یهودی را در کنار قوانین هفت‌گانه نوح طبق روال صحیح هلاخایی انجام دهند، از انجام آن منع نمی‌شوند. به گفته ابن میمون، آموزش پیروی از قوانین هفتگانه نوح به غیر یهودیان بر همه یهودیان واجب است و این امر فی نفسه یک فرمان است. با وجود این، اکثریت مقامات خاخامی در طول قرن‌ها نظر ابن میمون را رد کرده‌اند، و اجماع غالب هلاخایی همیشه این بوده‌است که یهودیان ملزم به انتشار قوانین نوحی به غیر یهودیان نیستند.

## جنبش نوحی مدرن
مناخیم مندل اشنیرسون، حاخام لوباویچر، پیروان خود را در موارد متعدد تشویق کرد تا هفت قانون نوح را موعظه کنند، برخی از سخنان خود را به ظرافت‌های این رمز اختصاص داد. از دهه ۱۹۹۰، خاخام‌های ارتدوکس از اسرائیل، به ویژه آنهایی که به چاباد-لوباویچ و سازمان‌های مذهبی صهیونیستی وابسته بودند، از جمله موسسه معبد، ] یک جنبش نوحی مدرن راه اندازی کرده‌اند. هدف این سازمان‌های نوحی، به رهبری خاخام‌های مذهبی صهیونیست و ارتدوکس، موعظه در بین غیریهودیان است تا در میان آنها تبلیغ کنند و آنها را به پیروی از قوانین نوح متعهد کنند. با این حال، خاخام‌های مذهبی صهیونیست و ارتدکس که جنبش نوحی مدرن را هدایت می‌کنند اغلب به جنبش سومین معبد وابسته هستند و یک ایدئولوژی نژادپرستانه و برتری طلبانه را بیان می‌کنند که شامل این اعتقاد است که قوم یهود قوم برگزیده خدا هستند. و از نظر نژادی نسبت به غیر یهودیان برتری دارند. آنها نوحیان را راهنمایی می‌کنند زیرا معتقدند که دوره مسیحایی با بازسازی معبد سوم در کوه معبد در اورشلیم آغاز می‌شود تا روحانیت یهودی مجدداً همراه با انجام قربانی‌های آیینی و استقرار یک حکومت دینی یهودی در اسرائیل برقرار کند. این تفکر توسط جوامع نوحی پشتیبانی می‌شود. در یهودیت ارتدکس دو تصور متفاوت از نوحی بودن وجود دارد:
- جنبش بنی نوح، که اعضای آن فقط قوانین هفتگانه نوح یا قوانین را رعایت می‌کنند و معتقدند که احکام باقی مانده شامل آنها نمی‌شود. این دیدگاه چاباد لوباویچ و چند حرکت دیگر است. این بدان معنی است که نوحیان ممکن است روز سبت را رعایت نکند، تورات را مطالعه نکند (به جز قوانین هفتگانه نوحید) و غیره.
- جنبش بنی نوح دیگر، که اعضای آن معتقدند که می‌توانند به‌طور کامل به یهودیت بپیوندند تا از یهودیان بیاموزند و با هم جهان آینده (عولم حبا) را تبلیغ کنند اما بدون اینکه بخشی از قوم یهود شوند (یعنی بدون گرویدن به یهودیت). بعد از اینکه بنی نوح هفت فرمان واجب را پذیرفت، در صورت تمایل می‌توانند بقیه احکام یهود را از جمله مطالعه تورات، روز سبت، جشن گرفتن اعیاد یهود و غیره را اجرا کنند. برای مثال، یوئل شوارتز و آوری آموس چرکی این دیدگاه را دارند.

دیوید نواک، استاد الهیات و اخلاق یهودی در دانشگاه تورنتو، جنبش نوحی مدرن را با بیان این که «اگر یهودیان به غیریهودیان می‌گویند چه کنند، این نوعی امپریالیسم است» را محکوم کرده‌است.

### شورای عالی بنی نوح
شورای عالی بنی نوح، که برای نمایندگی جوامع نوحی در سراسر جهان تشکیل شد، توسط گروهی که مدعی بودند سنهدرین جدید هستند، تأیید شد. شورای عالی بنی نوح متشکل از گروهی از نوحیان است که به درخواست سنهدرین در حال ظهور، در ۱۰ ژانویه ۲۰۰۶ در اسرائیل گرد آمدند تا به عنوان یک سازمان بین‌المللی نوحی به عنوان پلی بین سنهدرین و نوحیان در سرتاسر جهان به رسمیت شناخته شوند. ده نفر از اعضای اولیه به اسرائیل پرواز کردند و متعهد شدند که از هفت قانون نوح حمایت کنند و تحت اقتدار نوحید بت دین (دادگاه مذهبی) سنهدرین نوپا رفتار کنند.
ایده این شورا برای اولین بار توسط خاخام آوراهام تولیدانو مطرح شد. او و همچنین بسیاری دیگر دریافتند که نوحیان، مانند یهودیان، به مجموعه‌ای از رهبران و علمای شناخته‌شده نیاز دارد که بتوانند برای مطالعه و رعایت تورات به آنها مراجعه کنند و بتوانند به متحد کردن جوامع در سراسر جهان کمک کنند. برای این منظور، کاندیداهای مناسبی که مایل و قادر به تأسیس چنین ارگانی باشند، جستجو شد. این نامزدها در اواسط سال ۲۰۰۵ با دعوت شخصی و تحت نظارت یک نماینده مجاز در تلاشی بحث‌برانگیز برای احیای سنهدرین گرد هم آمدند و یک شورای اولیه نوحی را تشکیل دادند. سپس اعضای اولیه شورای مؤسس در ۹ ژانویه ۲۰۰۶ در مقابل همان هیئت در اورشلیم ظاهر شدند.
شورا یک بت دین نیست و هیچ قدرت قانونی (هلاخی) برای صدور حکم ندارد. بلکه بیان می‌کند که این نهادی مستقل از رهبران و علمای نوحی است که با نظارت و راهنمایی‌های هلاخایی (مذهبی) خود، برای ترویج آموزش، اتحاد و تعلیم جوامع نوحیان و نوحیان در سراسر جهان است. از اعضای فعلی شورا شخصاً دعوت به عمل آمد تا در این امر شرکت کنند. اما اعضای شورا «مصوب» نشدند. بلکه با دعوت به شرکت، موافقت کردند که برای ایجاد این شورا همکاری کنند. این شورا پشت ایجاد وب سایت WikiNoah.org بود.

## تصدیق
مثیر کاهان و شلومو کارلباخ یکی از اولین کنفرانس‌های نوحی را در دهه ۱۹۸۰ ترتیب دادند. در سال ۱۹۹۰، کاهان سخنران اصلی اولین کنفرانس بین‌المللی نوادگان نوح، اولین گردهمایی نوحیان، در فورت ورث، تگزاس بود. پس از ترور کاهان در همان سال، مؤسسه معبد، که از بازسازی سومین معبد یهودی در کوه معبد در اورشلیم دفاع می‌کند، شروع به ترویج قوانین نوحی نیز کرد.
جنبش چاباد-لوباویچ یکی از فعال‌ترین جنبش‌ها در ارتباط با نوحیان بوده‌است، و معتقد است که ارزش معنوی و اجتماعی برای غیریهودیان حداقل در پذیرش قوانین نوحی وجود دارد.در سال ۱۹۸۲، چاباد-لوباویچ اشاره ای به قوانین نوحی داشت که در اعلامیه ریاست جمهوری ایالات متحده تصریح شده بود: "اعلامیه ۴۹۲۱"، که توسط رئیس‌جمهور وقت ایالات متحده رونالد ریگان امضا شد. کنگره ایالات متحده، با یادآوری قطعنامه مشترک ۴۴۷ مجلس نمایندگان و در جشن هشتادمین سالگرد تولد مناخیم مندل اشنیرسون، ۴ آوریل ۱۹۸۲ را به عنوان «روز ملی بازتاب» اعلام کرد. .
در سال‌های ۱۹۸۹ و ۱۹۹۰، آن‌ها اشاره دیگری به قوانین نوحی داشتند که در "اعلامیه ۵۹۵۶" ریاست‌جمهوری ایالات متحده تصریح شده بود و توسط رئیس‌جمهور وقت جورج اچ دبلیو بوش امضا شد. کنگره ایالات متحده، با یادآوری قطعنامه ۱۷۳ مشترک مجلس نمایندگان و در جشن تولد ۸۷ سالگی مناخیم مندل اشنیرسون، ۱۶ آوریل ۱۹۸۹ و ۶ آوریل ۱۹۹۰ را به عنوان «روز آموزش، ایالات متحده آمریکا» اعلام کرد. .
در ژانویه ۲۰۰۴، رهبر معنوی جامعه دروزی در اسرائیل، شیخ موفق طریف، با نماینده چاباد-لوباویچ ملاقات کرد تا بیانیه ای را امضا کند که در آن از همه غیریهودیان در اسرائیل خواسته شده بود تا قوانین نوحی را رعایت کنند. شهردار شهر عرب شفاعمر (شفارم) - جایی که جوامع مسلمان، مسیحی و دروزی در کنار هم زندگی می‌کنند - نیز این سند را امضا کرد.
در مارس ۲۰۱۶، خاخام اصلی سفاردی اسرائیل، اسحاق یوسف، طی خطبه ای اعلام کرد که قانون یهود ایجاب می‌کند که تنها غیریهودیانی که اجازه زندگی در اسرائیل را دارند موظف به پیروی از قوانین نوحی هستند: «بر اساس قانون یهود، زندگی غیریهودی در سرزمین اسرائیل ممنوع است – مگر اینکه هفت قانون نوحی را پذیرفته باشد، [. . .] اگر غیر یهودی حاضر به پذیرش این قوانین نیست، می‌توانیم او را به عربستان سعودی بفرستیم، [. . . هنگامی که رستگاری کامل و واقعی وجود داشته باشد، ما این کار را انجام خواهیم داد.» یوسف در ادامه افزود: غیر یهودیان نباید در سرزمین اسرائیل زندگی کنند. [. . .] اگر دست ما محکم بود، اگر قدرت حکومت داشتیم، غیر یهودیان نباید در اسرائیل زندگی کنند. اما دست ما محکم نیست. [. . .] چه کسی، در غیر این صورت بندگان باشد؟ چه کسانی یاوران ما خواهند بود؟ به همین دلیل است که ما آنها را در اسرائیل رها می‌کنیم.» موعظه یوسف خشم اسرائیل را برانگیخت و توسط چندین انجمن حقوق بشر، سازمان‌های غیردولتی و اعضای کنست به شدت مورد انتقاد قرار گرفت. جاناتان گرینبلات، مدیر عامل و مدیر ملی اتحادیه ضد افترا، و کارول نوریل، مدیر موقت دفتر اسرائیل لیگ ضد افترا، خطبه یوسف را به شدت محکوم کردند: